# Bascuñana
Bascuñana település Spanyolországban, Burgos tartományban. Bascuñana Castildelgado, Redecilla del Camino, Villarta-Quintana, Viloria de Rioja, Belorado és Fresneña községekkel határos. Lakosainak száma 18 fő (2024).

## Népesség
A település lakosságának változását az alábbi diagram mutatja:
| Lakosok száma | 68   | 61   | 55   | 47   | 41   | 36   | 30   | 24   | 21   | 18   |
|               | 2001 | 2004 | 2006 | 2009 | 2011 | 2014 | 2016 | 2019 | 2021 | 2024 |